# Unterseeboot 157 (1917)
L’Unterseeboot 157 (Seiner Majestät Unterseeboot 157 ou SM U-157) est un sous-marin allemand de type U 151 de la Kaiserliche Marine.

## Histoire
L’U 157 a coulé 15 navires d'un tonnage total de 15 905 tonnes en deux patrouilles. Le bateau est interné à Trondheim, en Norvège, le 11 novembre 1918 et extradé vers la France le 8 février 1919. Il n'est pas remis en service et est démoli à Brest en juillet 1921.

## Commandement
- 22 septembre 1917–15 avril 1918 : Kapitänleutnant Max Valentiner[2].
- 21 juillet 1918–11 novembre 1918 : Korvettenkapitän Ortwin Rave[2].

## Navires coulés
| Date              | Nom                | Nationalité                                           | Tonnage | État  |
| ----------------- | ------------------ | ----------------------------------------------------- | ------- | ----- |
| 26 décembre 1917  | Lidia              | Portugal                                              | 302     | Coulé |
| 7 janvier 1918    | Oued Sebou         | France                                                | 1540    | Coulé |
| 10 janvier 1918   | Hulda Maersk       | Danemark                                              | 1566    | Coulé |
| 11 janvier 1918   | Norefos            | Norvège                                               | 1788    | Coulé |
| 17 février 1918   | Estrella Da Bissao | Portugal                                              | 129     | Coulé |
| 20 février 1918   | Kithira            | Grèce                                                 | 2240    | Coulé |
| 14 mars 1918      | Arpillao           | Espagne                                               | 2768    | Coulé |
| 4 août 1918       | Remonstrant        | Norvège                                               | 1073    | Coulé |
| 4 août 1918       | Don                | Norvège                                               | 1145    | Coulé |
| 9 août 1918       | Orkney             | Danemark                                              | 291     | Coulé |
| 15 août 1918      | Kalps              | République socialiste fédérative soviétique de Russie | 284     | Coulé |
| 27 août 1918      | Gloria             | Portugal                                              | 120     | Coulé |
| 18 septembre 1918 | Ledaal             | Norvège                                               | 2257    | Coulé |
| 22 septembre 1918 | Gaia               | Portugal                                              | 278     | Coulé |
| 8 octobre 1918    | Hawanee            | Royaume-Uni                                           | 124     | Coulé |